# کانیسس هملت (نیویورک)
کانیسس هملت (به انگلیسی: Conesus Hamlet) یک منطقهٔ مسکونی در ایالات متحده آمریکا است که در نیویورک واقع شده‌است. کانیسس هملت ۳۰۸ نفر جمعیت دارد و ۳۰۸ متر بالاتر از سطح دریا واقع شده‌است.